# Élément natif

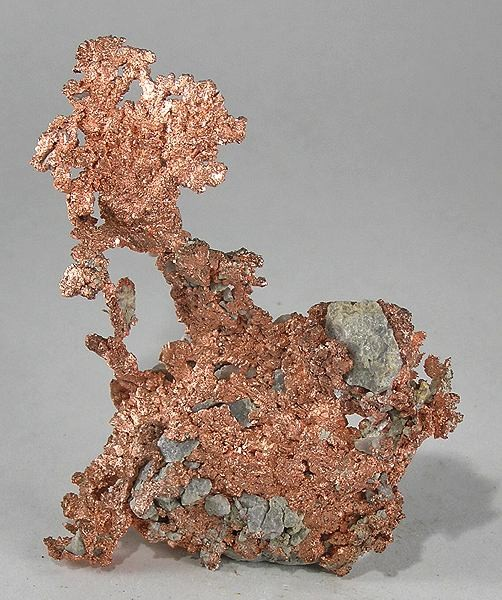
Cuivre natif.

Un élément natif est un minéral constitué soit essentiellement d'un seul élément chimique (corps simple), soit d'un alliage associant quelques éléments métalliques, naturellement présent dans la croûte terrestre ou dans d'autres environnements naturels tels que les météorites et les corps célestes.
La définition strictement chimique n'admettrait en principe, ni alliage métallique, ni composé chimique, mais l'observation de la cristallochimie par les minéralogistes a étendu considérablement la catégorie minérale couvrant les éléments natifs depuis le XIXe siècle. La classification de Strunz inclut dans la « classe des éléments natifs », non seulement les éléments natifs définis ci-dessus, mais aussi tous les minéraux ayant la composition d'un carbure, d'un nitrure, d'un phosphure ou d'un siliciure.

## Définitions
Il s'agit de définitions classificatoires concernant la minéralogie. Chimistes, physico-chimistes ou physiciens considèrent globalement qu'il n'y a que 92 éléments naturels, et n'emploient sélectivement la notion d'éléments natifs qu'en référence aux travaux des minéralogistes de terrain sur les corps purs simples ou assimilés. Un géologue préfère parler de traces d'éléments et s'il aborde ce domaine, il emprunte ce vocable aux minéralogistes.
L'histoire de la notion remonte à l'alchimie ancienne ou même à la vieille chimie technique sous son influence, car mineurs et métallurgistes croyaient que la Terre engendrait la matière minérale et permettait même sa maturation. L'adjectif latin nativus à l'origine de l'adjectif français natif a bien la même racine que le mot nativitas, signifiant « nativité, naissance ». Cette croyance, admise plus ou moins ouvertement par des chimistes vitalistes influencés par Nicolas Lemery, a été démentie par une meilleure compréhension chimique, mais la dénomination préservée a finalement permis de qualifier des minéraux singuliers, correspondant à un corps simple naturel à formule chimique élémentaire ou assimilée.
On connaît aujourd'hui au sens strict 34 éléments natifs, répartis en trois sous-classes :
- les métaux principalement de système cristallin cubique ou hexagonal : argent natif, cuivre natif, or natif et platine natif (correspondant aux éléments argent, cuivre, or et platine), plus quelques autres comme le fer, l'osmium, l'iridium, le ruthénium, le rhodium, le palladium, le nickel, le cobalt, le zinc, le plomb, le cadmium, le molybdène, le chrome, le vanadium, l'aluminium, le tantale, le tungstène, etc., ou de singuliers métaux à maille quadratique, comme l'étain, le mercure liquide, l'indium ;
- les semi-métaux et métalloïdes : antimoine natif, arsenic natif et l'arsénolamprite, bismuth natif de maille rhomboédrique et le tellure natif de maille hexagonale (correspondant respectivement aux éléments antimoine, arsenic, bismuth et tellure) ;
- les non-métaux comme le carbone minéral (diamant cubique et graphite hexagonal), le soufre natif et le sélénium natif.

Mais cette approche restrictive oublie que la classification cristallochimique des minéralogistes a compté plus d'une centaine de minéraux naturels divisés à l'origine en quatre secteurs soit les métaux, les semi-métaux, les carbones et carbures, et les non-métaux.
L'index chimique de Hey, admise par l'IMA, abréviation de International Mineralogical Association, a fondé une division entre :
- 84 éléments natifs et alliages, avec dérivés arséniures, antimoniures et bismuthures de l'arsenic, de l'antimoine et du bismuth (catégorie 1) ;
- 16 carbures, siliciures, siliciures et phosphures (catégorie 2).

La réduction ou simplification de cette liste s'explique par la suppression ou le passage en variétés ou simples synonymes d'espèces minérales.
La kongsbergite ou l'amalgame simplement assimilés à (Ag,Hg) sont devenues de simples variétés d'argent natif. L'allémontite est devenue un synonyme pour le stibarsen AsSb. L'arséniure d'étain a remplacé l'association d'éléments natifs (As,Sn) décrite autrefois de manière commune dans les mines d'étain. Différents fers nickelés ou certains alliages Fe(Ni,Co) n'ont pas été validés par l'autorité, la mise en doute survenant peut-être en raison de leur rareté ou de leurs caractères exceptionnels.
Mais, par exemple, la moissanite SiC ou carbure de silicium hexagonale, la taénite ou la kamacite (Fe,Ni) cubiques, respectivement autrefois fer nickelé à environ 50 % et jusqu'à 77,5 % ont été conservés mais reclassé le premier carbure en catégorie 2, les seconds en alliages avec la tétrataénite tétragonale, issue elle uniquement des météorites.
Les éléments natifs constituent, avec les carbures, nitrures, phosphures et siliciures, la première classe des systèmes de classification des minéraux instaurés par Dana et Strunz.

## Historique de découverte des éléments natifs et civilisations
La plupart des éléments natifs sont rares ou très rares, à l'exception de quelques métaux natifs, qui ont joué un rôle important dans la naissance des civilisations. Les quantités infimes expliquent la problématique, exposée ci-dessus, des classifications. Les minéralogistes s'accordent au minimum sur 80 minéraux d'éléments natifs et assimilés.
Le fer présent sur ou dans la croûte terrestre est principalement d'origine météoritique (fer météorique) mais il existe du fer natif d'origine purement terrestre que l'on nomme aussi « fer tellurique ». L'un comme l'autre sont alliés à du nickel et constitués de plusieurs phases : kamacite et taénite principalement, tétrataénite et antitaénite (en) occasionnellement ; ces phases diffèrent par leur cristallochimie ainsi que par leur teneur en nickel.

### Liens  externes
- (en) « Minerals and Mineralogy »
- (en) « Extraction of Metals »
- (en) « The Native Elements Class »
- (en) « Native Metal »